# مرس برانسي
مرس برانسي أو سرفيل برانسي (الاسم العلمي:Myrrhis pyrenaica) هو نوع غير مؤكد من النباتات يتبع جنس المرس من الفصيلة الخيمية.